# Remigia postmedialis
Remigia postmedialis là một loài bướm đêm trong họ Erebidae.